# Мечеть Букуй
Мечеть Букуй (кит. 卜奎清真寺) — самая большая и старая мечеть в Цицикаре. Расположена возле улицы Букуй. Она была построена во времена династии Цин и в 2006 году была внесена в список объектов, подлежащих защите на государственном уровне в связи с её исторической и культурной ценностью.

## История и структура
Название «Букуй» является китайской транскрипцией даурского слова, означающего «благоприятный». Мечеть Букуй изначально состояла из двух отдельных мечетей:
- Восточная мечеть, трёхэтажное здание площадью 374 м², построенное в 1684 г., на семь лет раньше города Цицикар;
- Западная мечеть, двухэтажное здание площадью 173 м², построенное в 1852 г. последователями Джахрийя менхуана, иммигрировавшими из Ганьсу;

Площадь мечети составляет около 2000 м²; весь комплекс занимает площадь около 6400 м². Два молитвенных зала могут вместить около 450 человек.
Долгая история мечети способствовала появлению в Цицикаре высказывания: «Мечеть существовала задолго до города Букуи». В 1958 году две мечети были преобразованы в единую, которая стала называться «Мечеть Цицикар». Мечеть была внесена в список охраняемых культурных реликвий городского уровня в 1980 году и в качестве охраняемой культурной реликвии провинциального уровня в 1981 году; затем её название было изменено на нынешнее «Мечеть Букуи». Анализ состояния сооружений, проведённый в том же году, показал, что Западная мечеть имела серьёзные структурные повреждения. Работы по реконструкции были проведены в 1989—1990 г. 25 июня 2006 г. Государственный совет Китайской Народной Республики внёс мечеть Букуй в шестой пакетный список основных объектов, охраняемых на государственном уровне.

## Примечание
1. ↑  清阳 江, 成龙 罗, 炜 孙, 杰 季, 伟 何. 与建筑一体化太阳能双效集热器系统在夏季工作时对建筑负荷的影响 // Chinese Science Bulletin. — 2010-01-01. — Т. 55, вып. 3. — С. 289–295. — ISSN 0023-074X. — doi:10.1360/csb2010-55-3-289.
2. ↑  Mingrong Xie, 謝明蓉. Zhong guo dong bei. — Chu ban. — Tai bei shi: Mo ke chu ban, 2001[min 90]. — 140 mian с. — ISBN 957-667-787-4, 978-957-667-787-8, 957-667-787-4.
3. ↑  马斌. 东四清真寺 // Religions of Beijing. — Bloomsbury Academic, 2020.
4. ↑  11 The Phoenix Mosque 鳯凰寺, 凤凰清真寺 // The Mongols' Middle East. — BRILL, 2016-01-01. — С. 237–276.
5. ↑  E. A. Girchenko. Migration processes in the Neolithic of northeastern China and their impact on the formation of cultures of Primorye (based on publications in Chinese) // ТЕНДЕНЦИИ РАЗВИТИЯ НАУКИ И ОБРАЗОВАНИЯ. — НИЦ «Л-Журнал», 2018. — doi:10.18411/lj-12-2018-01.
6. ↑  兆栋 刘. Exploration on the Reform of Students’ Learning Evaluation in Analog Electronic Technology Course // Creative Education Studies. — 2021. — Т. 09, вып. 02. — С. 351–354. — ISSN 2331-804X 2331-799X, 2331-804X. — doi:10.12677/ces.2021.92054.